# Tridon
Tridon (TRIDON Air Defense Gun System) – samobieżne działo przeciwlotnicze opracowane w Szwecji bazowane na kołowym pojeździe 6x6 (zmodyfikowana ciężarówka Volvo), uzbrojone w pojedyncze działo Bofors 40 mm L/60.